# Jemmal
Jemmal, également orthographiée Jemmel, Djemmal ou Djammal (arabe : جماّل), est une ville du Sahel tunisien située à une vingtaine de kilomètres au sud de Monastir et Sousse et à une trentaine de kilomètres au nord-ouest de Mahdia.
Rattachée administrativement au gouvernorat de Monastir, elle est le chef-lieu d'une délégation de 55 272 habitants et constitue une municipalité de 50 275 habitants en 2014. Elle est entourée par les villes de Beni Hassen, Menzel Kamel, Zaouiet Kontoch et Touza.

## Histoire
La ville s'est développée autour d'un noyau historique centré sur la grande mosquée, adossée à la zaouïa d'Oum Ezzine El Bouhlia, célèbre sainte de la ville. Les zaouïas de Sidi Ali Chérif, Sidi Messaoud, Sidi Barka, Sidi El Ghayeb, Lella Hlima, Sidi Belkhiria, Sidi Abdelkader, de la Rahmaniyya et tant d'autres ont quant à elles été bâties au début du XIXe siècle. Toutes témoignent du rôle de Jemmal comme important centre du soufisme dans le Sahel.

## Économie
Elle est au centre d'une région d'oliveraies et célèbre l'olivier lors d'un festival qui a lieu pendant la saison de la récolte en novembre ou décembre de chaque année. C'est aussi un centre industriel important notamment pour l'industrie textile. L'activité la plus ancienne est la fabrication de briques présente dès l'époque du protectorat. En effet, comme à Moknine, le paysage industriel est marqué par ces usines aux cheminées visibles utilisant l'argile ou la marne de la région pour les besoins du BTP. L'industrie manufacturière occupe par ailleurs la moitié de la population active de la délégation. Une zone industrielle y est aménagée en 2005 sur 7,5 hectares mais c'est le long de l'axe routier qui la relie à Moknine que se sont installées principalement les usines.

## Musique
Jemmal a toujours eu une musique qui fait sa spécificité et qui individualise presque le Sahel tunisien : il s'agit de la ghneya ou salhi, un style musical basé sur des poèmes écrits sur les femmes, le vin, le takrouri (drogue fumée au début du XXe siècle et qui n'existe presque plus de nos jours). On a aussi la mousika jouée surtout durant la cérémonie de coiffure du marié grâce à des tambours et des saxophones.

## Sport
Au niveau sportif, elle se distingue par son équipe de rugby à XV, l'Avenir sportif de Jemmal, vainqueur du championnat de Tunisie en 1986, 1989, 1995, 2000, 2006 et 2007, ainsi que vainqueur de la coupe de Tunisie en 2005 et 2012.